# Dear Happy
Dear Happy — третий студийный альбом британской певицы и автора-исполнителя Габриэль Аплин, выпущенный 17 января 2020 года на собственном лейбле Аплин Never Fade Records и при помощи дистрибьюторской компании AWAL. Он стал первым студийным релизом Аплин со времён выхода её второго студийного альбома Light Up the Dark (2015). Альбом был анонсирован через Twitter и собственный сайт 10 сентября 2019 года. В начале 2020 года Аплин планирует отправиться в его тур-поддержку.

## Об альбоме
По словам Аплин альбом начался «с того момента, как я приняла окончательное решение начать распутывать и перезаписывать свой мозг», назвав его попутно «прошлым, настоящим и будущим письмом самой себе.» В пресс-релизе Dear Happy описан как «воодушевляющая поп-пластинка, в которой рассказывается о жизни Габриэль, об опыте и культуре, которыми она вдохновлялась во время гастролей и путешествий по миру за последние пару лет.»

## Оценка критиков
| Оценки критиков           | Оценки критиков |
| Источник                  | Оценка |
| ------------------------- | --- |
| The Sydney Morning Herald | 5 из 5 звёзд · 5 из 5 звёзд · 5 из 5 звёзд · 5 из 5 звёзд · 5 из 5 звёзд                                                                                      |
| Gigwise                   | 8 из 10 звёзд · 8 из 10 звёзд · 8 из 10 звёзд · 8 из 10 звёзд · 8 из 10 звёзд · 8 из 10 звёзд · 8 из 10 звёзд · 8 из 10 звёзд · 8 из 10 звёзд · 8 из 10 звёзд |
| The Independent           | 3 из 5 звёзд · 3 из 5 звёзд · 3 из 5 звёзд · 3 из 5 звёзд · 3 из 5 звёзд                                                                                      |

Джесси Каннифф из The Sydney Morning Herald присудила альбому пять звезд из пяти и сочла его «замысловатым портретом синяков и осознания последствий фазы [любого кризиса четверти жизни].» Томми Монро из Gigwise хвалил «глубокие тексты, эмоциональный вокалы и броские хуки» альбома. В своём смешанном обзоре Аннабель Ньюджент из The Independent подчеркнули, что альбом был «искусно спроектирован для виральности поп-музыки», но раскритиковала его «сахаристые» моменты.

## Список композиций
| №   | Название                  | Автор(ы)                                         | Продюсер(ы)               | Длительность |
| --- | ------------------------- | ------------------------------------------------ | ------------------------- | ------------ |
| 1.  | «Until the Sun Comes Up»  | Габриэль Аплин Питер Рикрофт                     | Lostboy                   | 3:10         |
| 2.  | «Invisible»               | Аплин Николас Аткинсон Эдд Холлоуэй              | Аткинсон Холлоуэй         | 3:55         |
| 3.  | «One of Those Days»       | Аплин Аткинсон Холлоуэй                          | Аткинсон Холлоуэй         | 4:03         |
| 4.  | «Kintsugi»                | Аплин Саймен Хоуп Асхелль Сульстранн             | Хоуп Сульстранн           | 2:56         |
| 5.  | «Strange»                 | Аплин Рикрофт                                    | Lostboy                   | 2:43         |
| 6.  | «My Mistake»              | Аплин Эш Хоувс Сетон Дант Оливия Себастинелли    | Хоувс Дант                | 4:25         |
| 7.  | «Like You Say You Do»     | Аплин Лорен Аквилина Рикрофт                     | Lostboy                   | 3:07         |
| 8.  | «Losing Me» (с JP Cooper) | Аплин Мэттью Прайм Майк Спенсер Натаниэл Сипхерт | Lostboy Спенсер           | 3:01         |
| 9.  | «So Far So Good»          | Аплин Лиз Хорсман Рикрофт                        | Lostboy                   | 3:18         |
| 10. | «Nothing Really Matters»  | Аплин Томас Бакстер Себастинелли                 | Lostboy Бакстер           | 2:44         |
| 11. | «Magic»                   | Аплин Аткинсон Холлоуэй                          | Аткинсон Холлоуэй         | 4:05         |
| 12. | «Love Back»               | Аплин Пол Диксон Максвелл Кук                    | Диксон                    | 2:46         |
| 13. | «Miss You»                | Аплин Хорсман                                    | Хорсман Спенсер           | 3:17         |
| 14. | «Dear Happy»              | Аплин Хорсман Джейми Хартман                     | Аткинсон Холлоуэй Хартман | 3:21         |

| №                   | Название                                  | Длительность |
| ------------------- | ----------------------------------------- | ------------ |
| 15.                 | «Miss You 2» (с Ниной Несбитт)            | 3:16         |
| 16.                 | «My Mistake» (Piano Version)              | 4:54         |
| 17.                 | «Nothing Really Matters» (Piano Version)  | 3:14         |
| 18.                 | «Losing Me» (с JP Cooper) (Piano Version) | 3:11         |
| Общая длительность: | Общая длительность:                       | 1:01:44      |

## Позиции в чартах
| Чарт (2020)                       | Высшая позиция |
| --------------------------------- | -------------- |
| Australian Digital Albums (ARIA)  | 18             |
| Шотландия (Scottish Albums Chart) | 15             |
| Великобритания (UK Albums Chart)  | 24             |